# Haglösa
Haglösa is een plaats in de gemeente Trelleborg in het Zweedse landschap Skåne en de provincie Skåne län. De plaats heeft 59 inwoners (2005) en een oppervlakte van 6 hectare. Haglösa ligt op de vlakte Söderslätt en wordt voornamelijk omringd door akkers. De stad Trelleborg ligt zo'n zeven kilometer ten zuiden van het dorp.

## Verkeer en vervoer
Bij de plaats loopt de Länsväg 108.